# Okres Tab
Okres Tab (maďarsky Tabi járás) je jedním z osmi okresů maďarské župy Somogy. Jeho centrem je město Tab.

## Sídla
V okrese se nachází celkem 24 měst a obcí.
Města
- Tab

Obce
- Andocs
- Bedegkér
- Bonnya
- Bábonymegyer
- Fiad
- Kapoly
- Kisbárapáti
- Kánya
- Kára
- Lulla
- Miklósi
- Nágocs
- Somogyacsa
- Somogydöröcske
- Somogyegres
- Somogymeggyes
- Szorosad
- Sérsekszőlős
- Tengőd
- Torvaj
- Törökkoppány
- Zala
- Zics